# Yorozu Oda
Pour les articles homonymes, voir Oda (homonymie).
Yorozu Oda (織田 萬, Oda Yorozu, 21 août 1868 - 26 mai 1945) est un avocat, universitaire et juge japonais, l'un des premiers juges de la Cour permanente de justice internationale. De 1899 à 1930 il est professeur à l'université impériale de Tokyo, où il est expert en droit chinois ancien et en droit administratif. En 1921 il est nommé à la Cour permanente de Justice internationale où il examine 30 cas et se trouve en dissidente de l'arrêt principal une fois.

## Source de la traduction
- (en) Cet article est partiellement ou en totalité issu de l’article de Wikipédia en anglais intitulé « Yorozu Oda » (voir la liste des auteurs).